# Tumeur sarcoïde
Une tumeur sarcoïde est un type de tumeur qui concerne toute la famille des équidés, à savoir le cheval, l'âne, etc. Les sarcoïdes sont des tumeurs cutanées non métastatiques. Elles sont généralement petites et circulaires mais envahissantes et récidivantes. Elles constituent les néoplasies les plus fréquentes chez le cheval, l'âne et le mulet. À l'autopsie, 20 % de l'ensemble des tumeurs équines sont des sarcoïdes. Dans une enquête des universités de Berne et de Zurich[réf. souhaitée], 90 % des tumeurs cutanées équines sont des sarcoïdes (de 2,0 à 1,5 % des cas cliniques équins). Le taux de morbidité estimé aux États-Unis est de 6p.1000 (0,7 % des cas cliniques équins à Cornell et dans l'Ohio). 

## Impacts
Ces tumeurs sont sans conséquences pour la vie de l'animal. Elles ont des répercussions principalement économiques (dévaluation esthétique de l'animal) et matérielles (impossibilité d'employer le cheval normalement, du fait de leur localisation fréquente au passage de la sangle ou de la bride). Actuellement, aucun traitement n'est satisfaisant, aucun ne garantit réellement l'absence de récidive après thérapie. 

## Localisation
Les tumeurs sarcoïdes apparaissent en un point quelconque du corps, isolées ou en groupe. La tête, l'encolure, le passage de sangle et le bas de l'abdomen en général ainsi que les parties distales des membres sont les plus souvent affectés. La localisation des tumeurs semble dépendre du climat : sous les climats nordiques les tumeurs sont préférentiellement situées sur la tête et l'abdomen alors que sous les climats chauds ce sont les membres qui sont le plus fréquemment atteints.

## Apparence
L'apparence morphologique du sarcoïde est très variée. Ainsi d'après cette apparence ces tumeurs peuvent être divisées en quatre catégories : verruqueuses, fibroblastiques, mixtes verruqueuse et fibroblastique et planes.
Les tumeurs sarcoïdes se présentent classiquement comme un épaississement dermique linéaire ou focal, de couleur claire et de consistance ferme due à la prolifération fibroblastique et à sa relative pauvreté en capillaires sanguins. Ces tumeurs sont recouvertes d'un épiderme d'aspect et de consistance variés. Il est plus ou moins épais, rugueux, hyperkératosé et ulcéré. Dans un petit nombre de cas, les sarcoïdes apparaissent comme des masses dermiques sous-cutanées mobiles recouvertes d'un épiderme normal et intact.
Bien que l'apparence morphologique du sarcoïde soit relativement caractéristique et permette de le différencier des autres néoplasmes dermiques équins, une confirmation histologique est souvent nécessaire pour le distinguer d'un tissu de granulation exubérant, lui-même pouvant fréquemment masquer un sarcoïde en cas d'ulcération, ou bien encore d'autres rares tumeurs mésenchymateuses, l'habronématose ou des granulomes infectieux ou non infectieux. 

## Diagnostic
Le diagnostic histologique est fondé sur l'observation d'une prolifération fibroblastique pauvrement vascularisée, de densité cellulaire variant de modérée à forte. 
En général les tumeurs sarcoïdes s'observent pour la première fois chez des animaux âgés 3 et 6 ans, rarement chez des yearlings. Chez le cheval ni la couleur de la robe, ni le sexe ne semblent intervenir dans la prédisposition. En revanche, chez l'âne, l'âge et le sexe semblent être des facteurs prédisposants, les jeunes mâles présentent plus fréquemment ces tumeurs que les ânesses.